# Parade Architekten

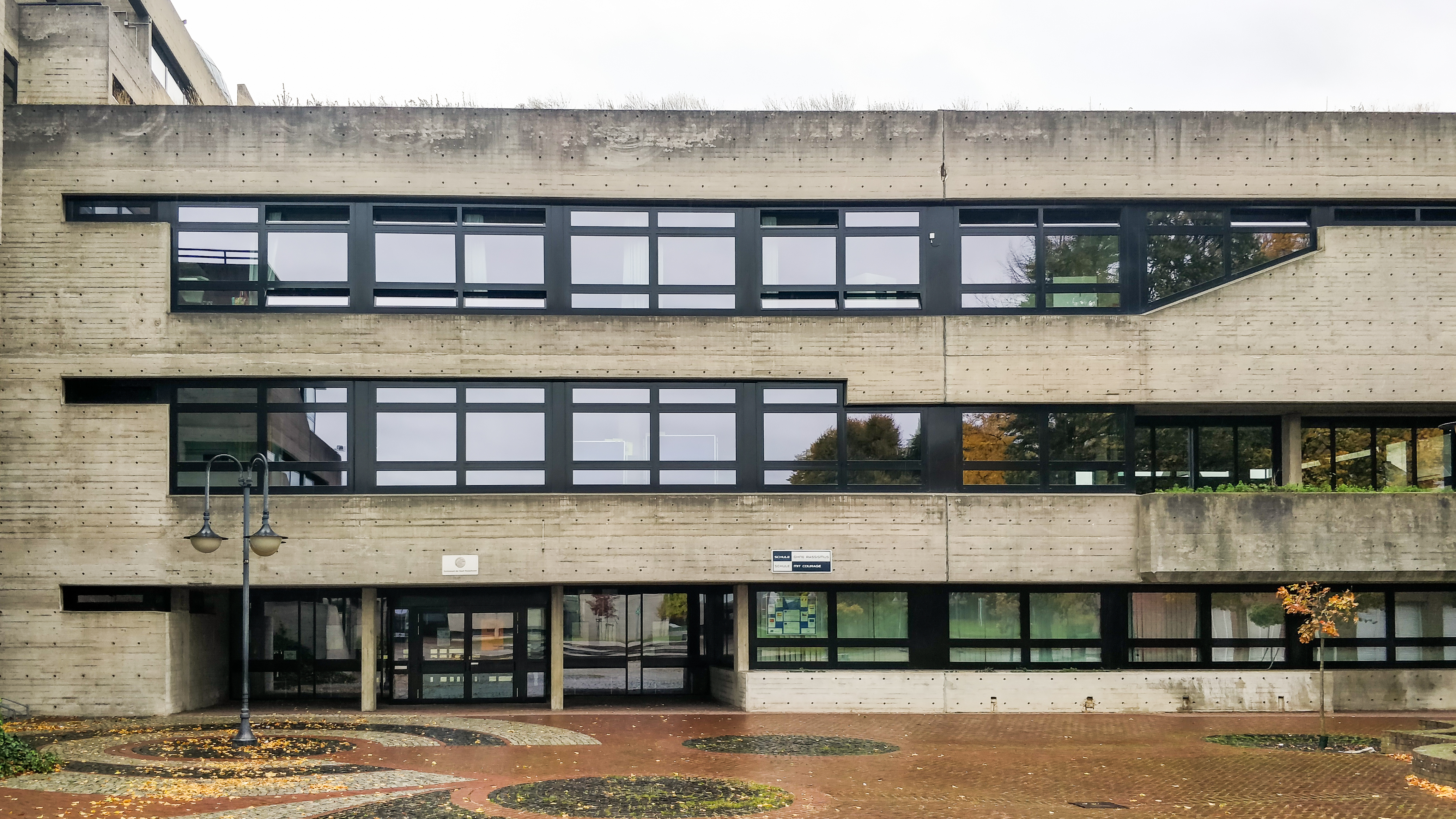
Gymnasium Hückelhoven

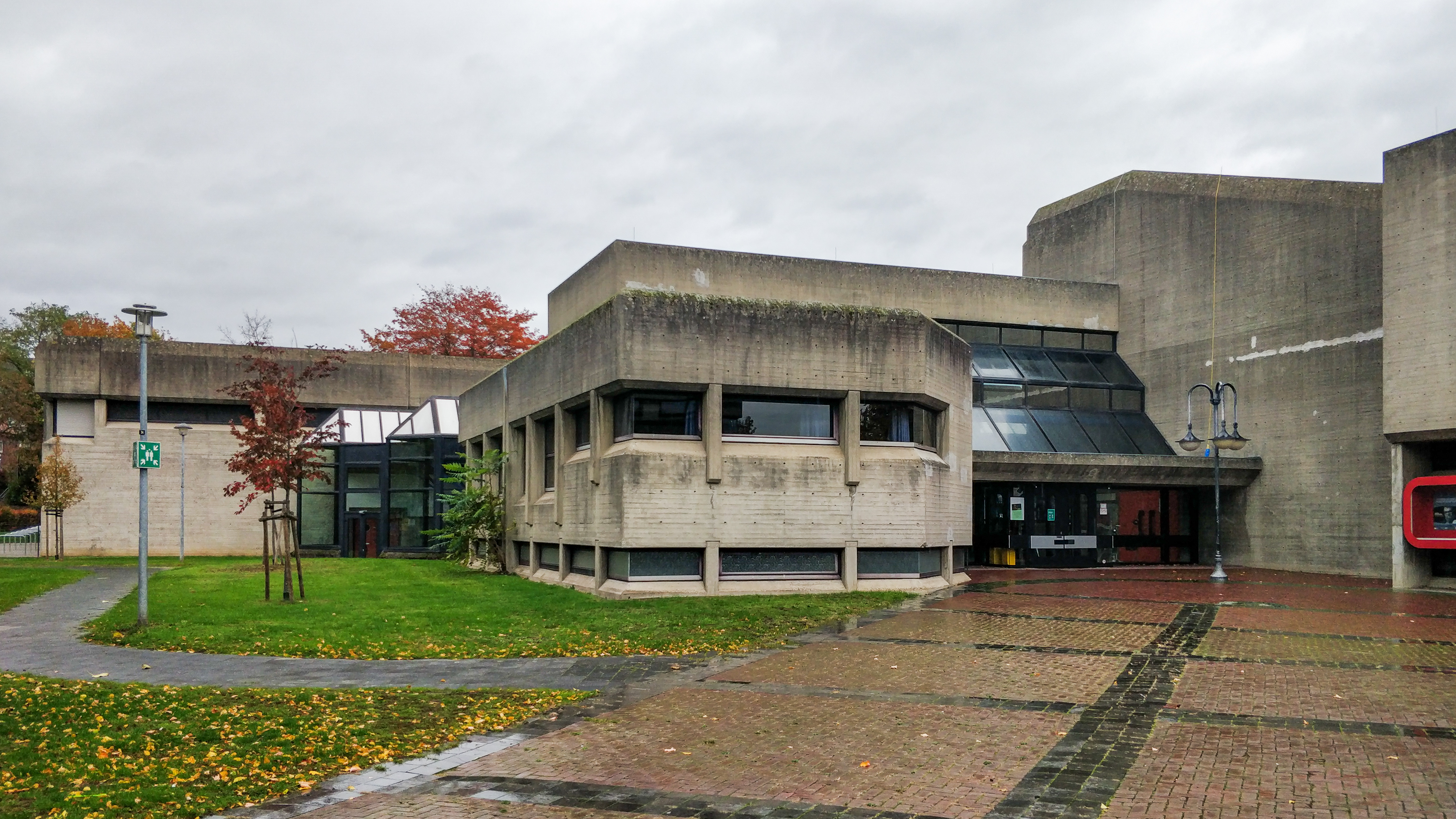
Eingangsbereich Aula und Mehrzweckhalle der Stadt Hückelhoven

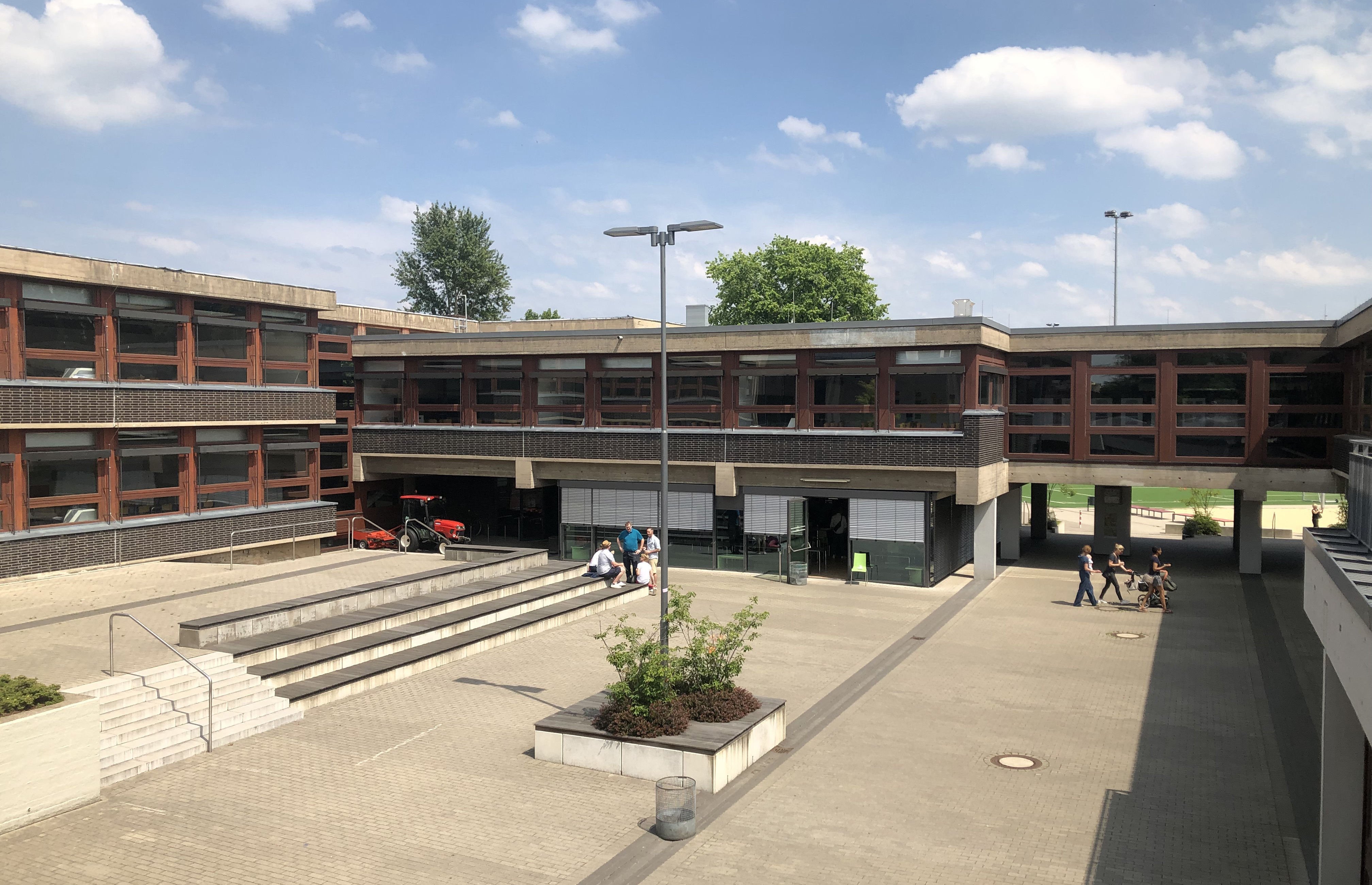
Theo-Fliedner-Gymnasium Düsseldorf

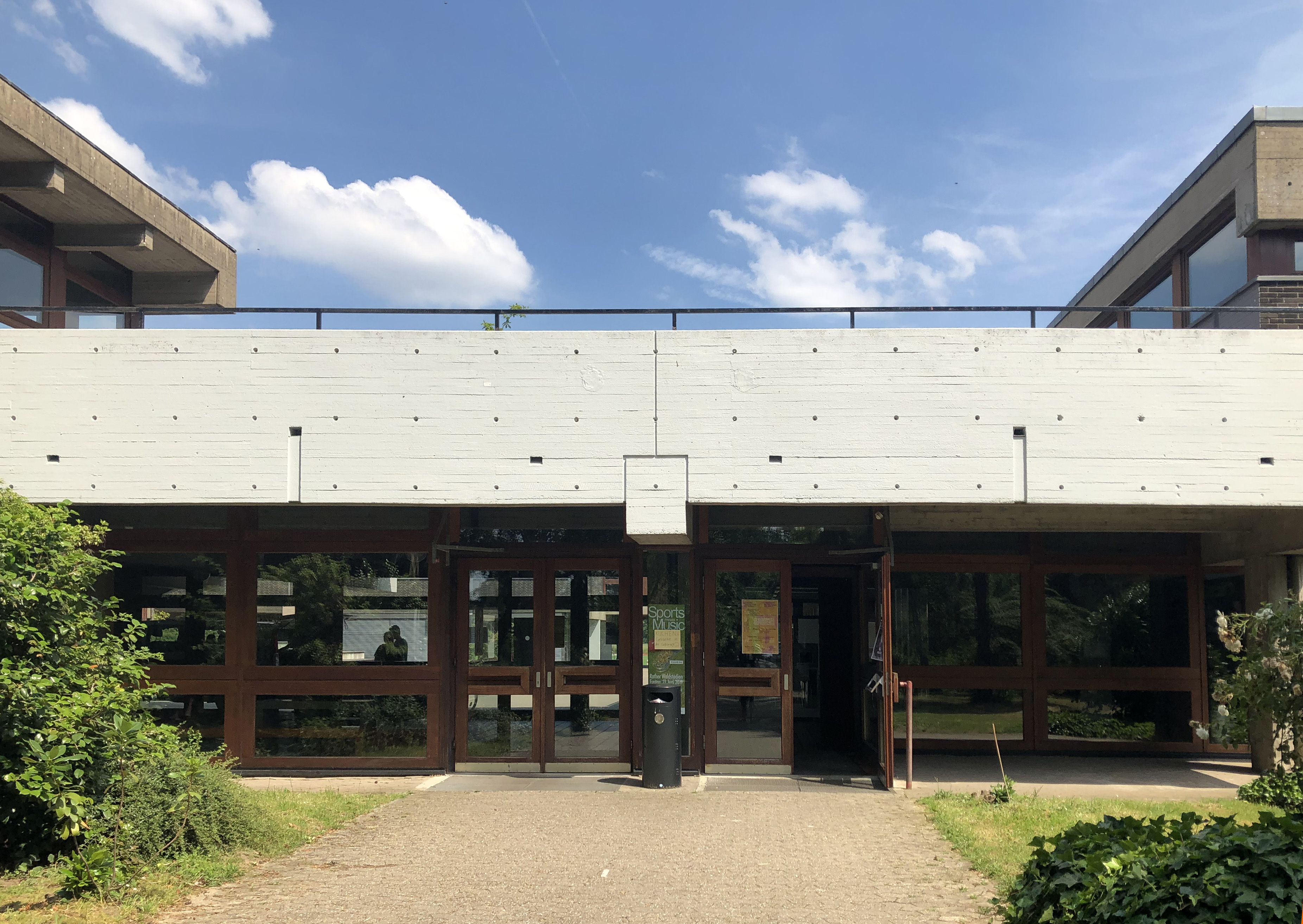
Eingangsbereich des Theo-Fliedner-Gymnasiums

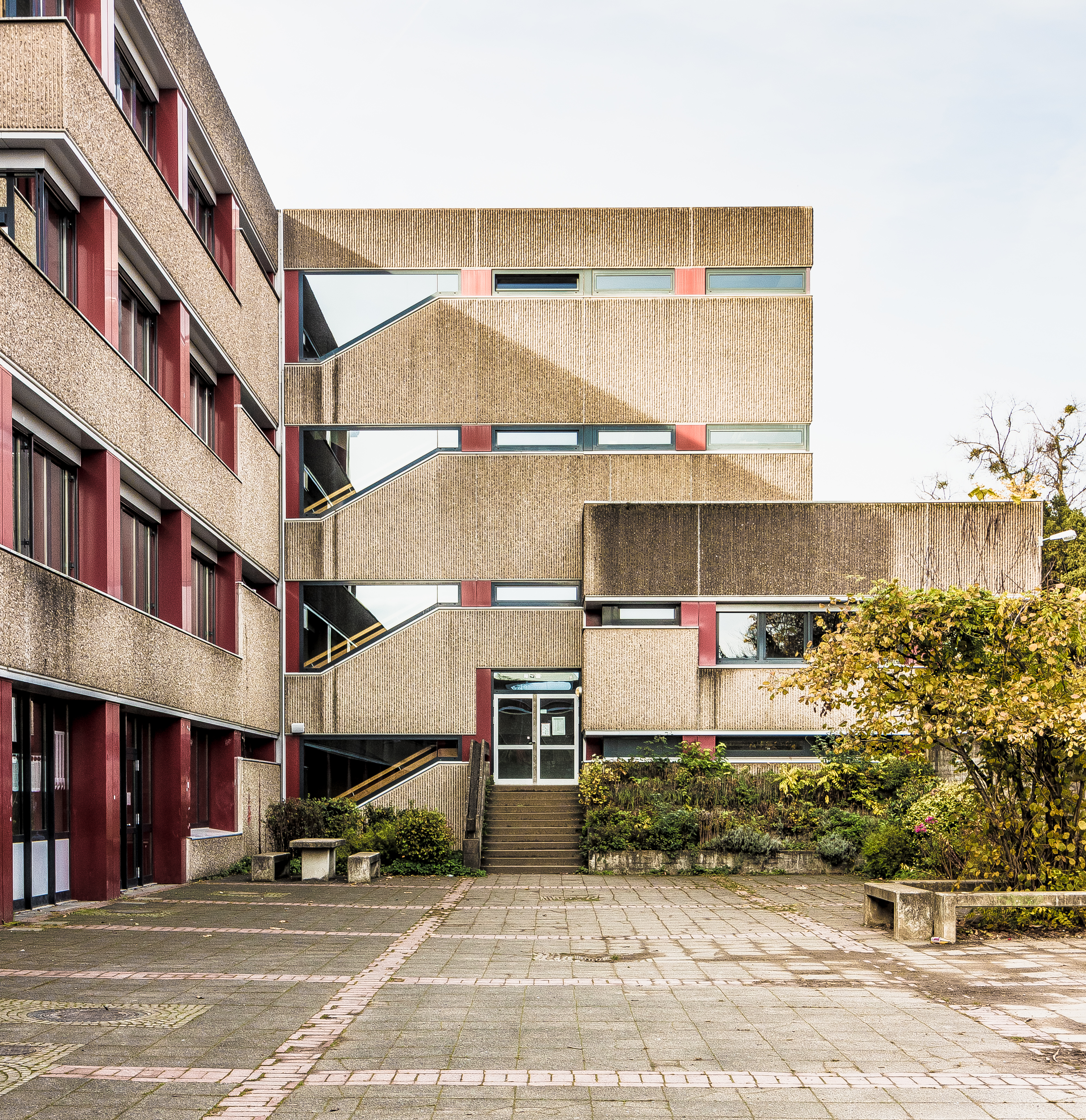
Johannes-Gutenberg-Realschule Bensberg

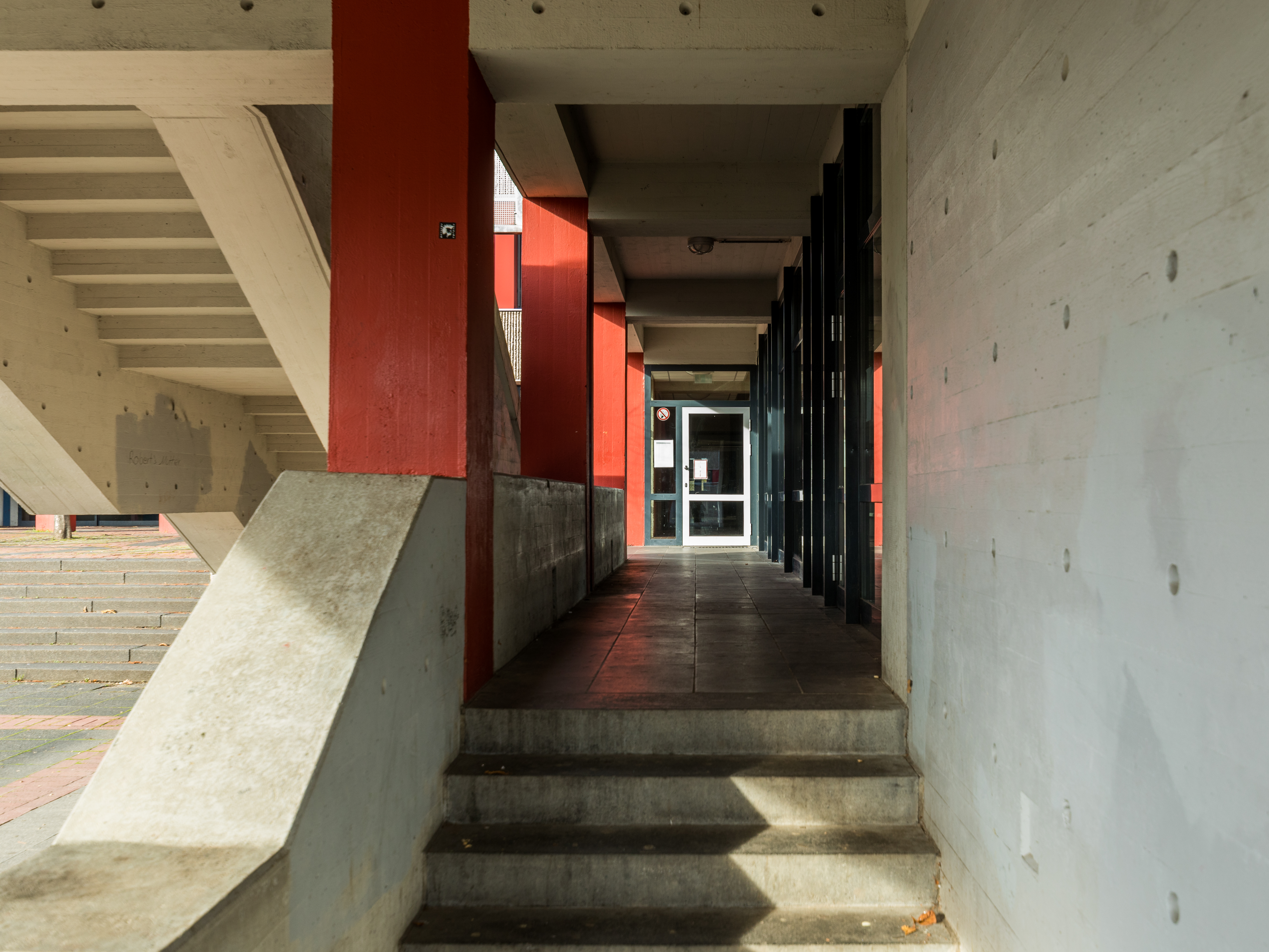
Eingangsbereich der Johannes-Gutenberg-Realschule

parade architekten war der Name eines Architekturbüros, das 1962 bis 2023 in Düsseldorf bestand und insbesondere durch seine in Nordrhein-Westfalen errichteten Schul- und Kommunalbauten bekannt wurde.

## Geschichte
Brigitte Parade (* 1935 als Brigitte Kikuth) und Christoph Parade (* 1934) studierten Architektur an der Technischen Hochschule Stuttgart. Zudem verbrachte Brigitte ein Semester in Wien und Christoph zwei Semester an der Princeton University, wo er Louis Kahn, Kenzō Tange und Buckminster Fuller kennenlernte. Bereits mit 28 Jahren machte das Architektenpaar sich in Düsseldorf selbstständig. Schwerpunkte des Büros wurden die Planung und Ausführung von Bauten der öffentlichen Hand wie Schulen und Fortbildungsstätten, Bibliotheken, Theater, Museen, Rathäuser und Verwaltungsgebäude, außerdem Büro- und Geschäftshäuser, Banken, Hotels, Sport- und Tourismusbauten im In- und Ausland. Es folgte die Gründung von Partnerbüros in Algerien (1972–1984) und Japan. Die Mehrzahl der zur Ausführung gelangten Projekte wurde über Wettbewerbe akquiriert.
1985 wurde Brigitte Parade Präsidiumsmitglied im Bund Deutscher Architekten (BDA). Christoph Parade lehrte auch Baukonstruktion, ökologisches Bauen und erneuerbare Energien als Professor an der FH Münster und an der Universität von Havanna. Er wurde UIA-Delegierter für Sport, Freizeit und Tourismus, Jurymitglied in zahlreichen Preisgerichten nationaler und internationaler Architektenwettbewerbe und Korrespondent verschiedener Fachzeitschriften mit eigenen Beiträgen über Architektur, Stadtplanung, energiesparendem Bauen und Schulbau. Das Architektenpaar bekam 3 Söhne, die Ehe wurde vor 1988 geschieden. Das Architekturbüro wurde danach von Christoph Parade weitergeführt und im Dezember 1998 als GmbH umgewandelt. 2023 wurde die "Parade-GmbH" aufgelöst. Durch Beschluss des Amtsgerichts Düsseldorf vom 1. Juli 2023 (AZ 501 IN 68/23) wurde über das Vermögen der Gesellschaft das Insolvenzverfahren eröffnet.

## Architektur
Die Bauten des Büros der 60er bis 70er Jahren sind repräsentative Beispiele für den damals auch in Deutschland verbreiteten Brutalismus. Ab den 80er Jahren erfolgte die Verwendung auch traditioneller Klinkerfassaden in einfacheren Formen in Verbindung mit verglasten Flächen. Die vom Büro geplante Zentrale Haltestelle der Neuen Mitte Oberhausen zeittypischen Dekonstruktivismus prägte das Image des gesamten Entwicklungsprojektes mit.

## Bauten und Projekte

### Schulen

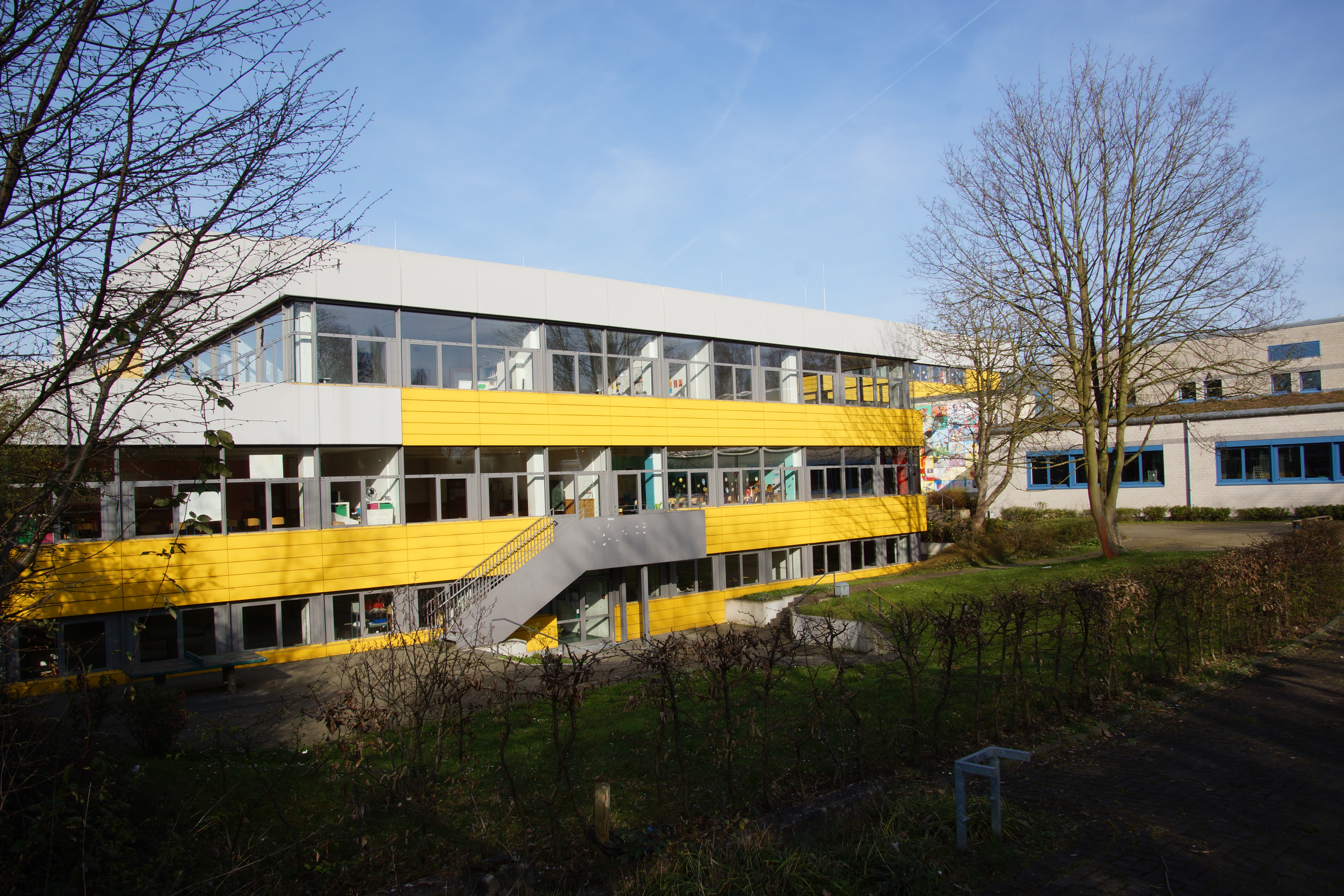
Abtei-Gymnasium Brauweiler

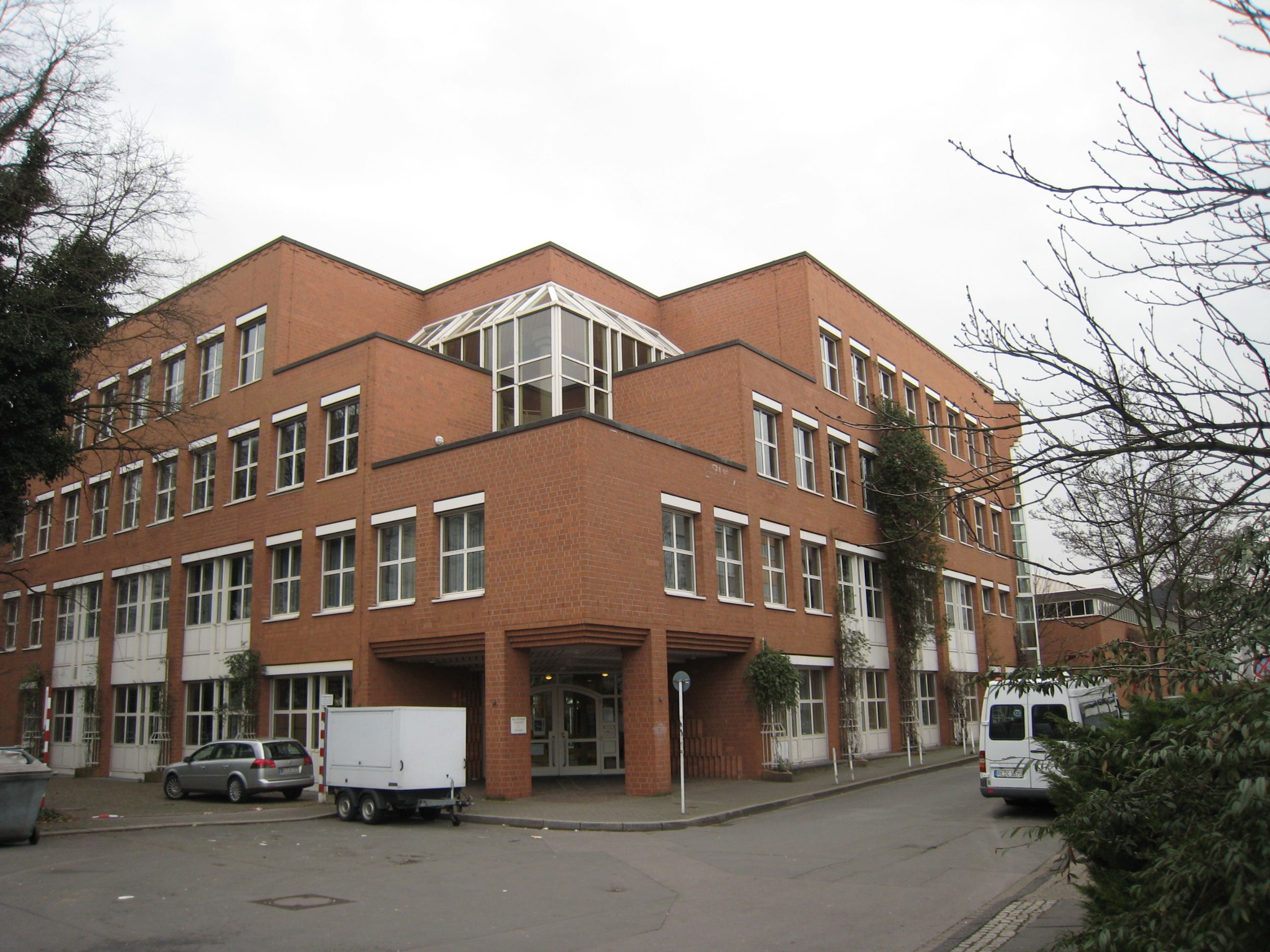
Malinckrodt-Gymnasium, Dortmund

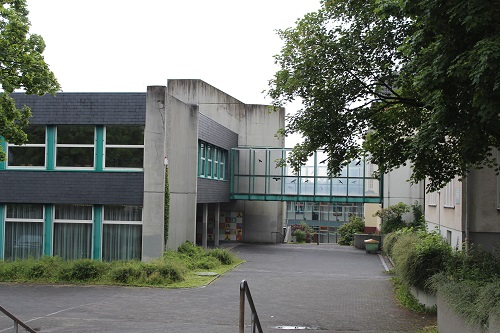
Gymnasium Wermelskirchen

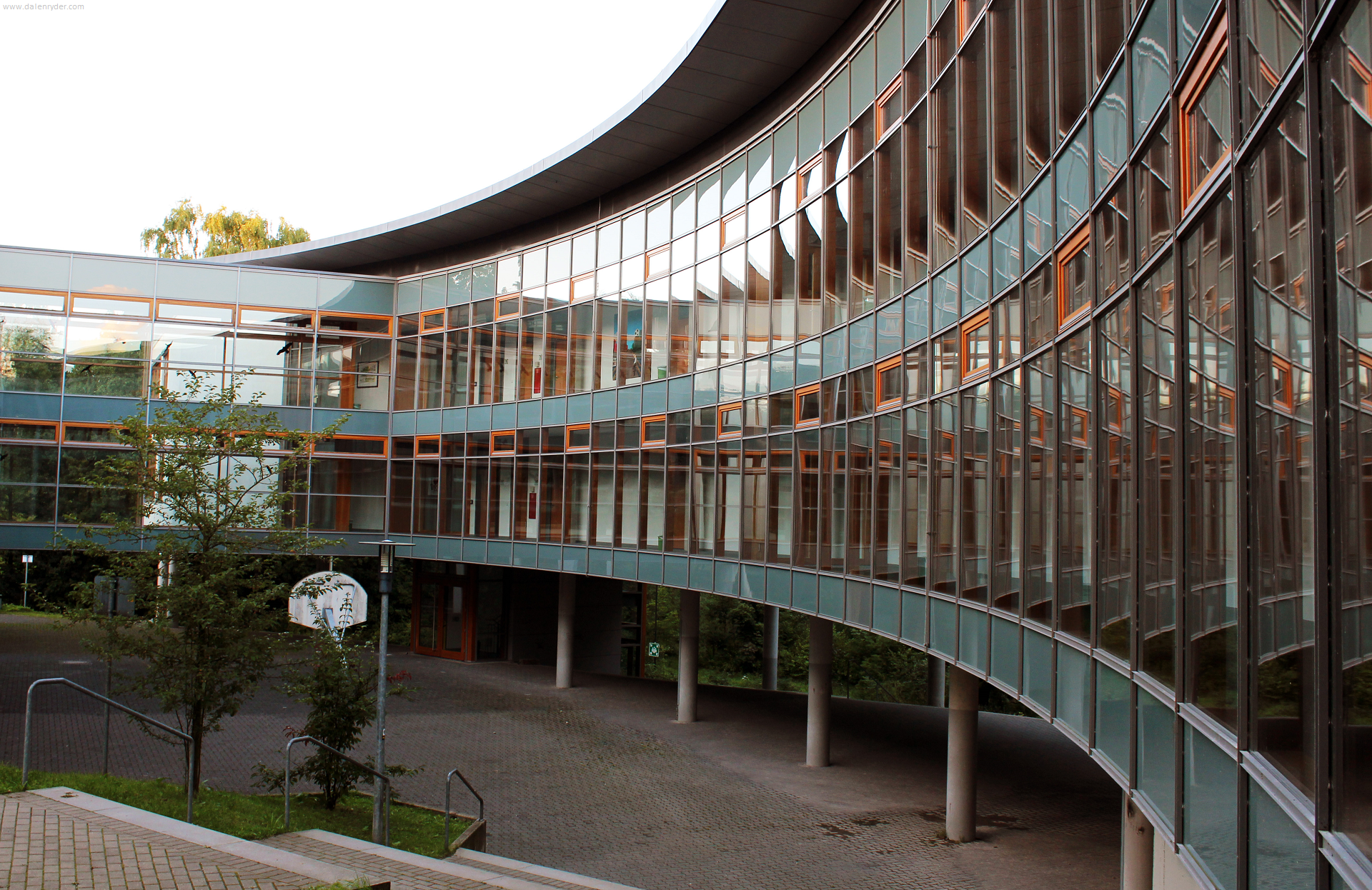
Erweiterungsbau am Gymnasium Wermelskirchen

- 1963–1974 Gymnasium Hückelhoven, Multifunktionsgebäude mit Aula, Mensa, Sporthalle, Sternwarte, (Auszeichnung des BDA für vorbildliche Bauten, Internationale Architekturausstellung im Centre Pompidou/Paris)
- 1964–1967 Theodor-Fliedner-Gymnasium Düsseldorf-Kaiserswerth, Sporthalle, Schwimmbad (Architekturpreis für vorbildl. Architektur Internationale Architekturausstellung im Centre Georges-Pompidou, Paris)
- 1965–1967 Realschule Bedburg, Pädagogisches Zentrum, nach 1. Preis,
- 1966–1968 Realschule Sankt Augustin-Menden (inzwischen Fritz-Bauer-Gesamtschule)
- 1966–1968 Johannes-Gutenberg-Realschule Bensberg, Haupt- + Realschule, Sporthallen, Notkrankenhaus, Pädagogisches Zentrum, (Kölner Architekturpreis)
- 1967–1969 Erweiterung Berufschulzentrum „Johann Conrad-Schlaun“, Warburg[3][4]
- 1970–1973 Europaschule Rheinberg, Real- und Hauptschulzentrum, 3-fach-Sporthalle, Tagesheimeinrichtungen (nach 1. Preis)
- 1971 Schulzentrum Emmerich
- 1971–1973 Hauptschule Elsdorf bei Köln, Pädagogisches Zentrum
- 1972–1973 Abtei-Gymnasium Brauweiler bei Köln, Additives Schulzentrum mit Tagesheimeinrichtungen, Sporthallen
- 1972–1974 Grundschule Hochdahl-Trills, Turn- und Schwimmhalle, (Internationale Architekturausstellung im Centre Pompidou)
- 1972–1974 Hauptstufenzentrum Troisdorf-Sieglar, Grund-, Haupt- + Realschule, Mensa, Sporthallen, Stadtbibliothek
- 1974 Integrierte Gesamtschule Bonn-Beuel, Mensa, Freizeitanlage, Sporthallen
- 1974–1975, Schulzentrum Anholt-Isselburg, Hauptschule, Pädagogisches Zentrum*
- 1975 Sonderschulzentrum Borken, Haupt- und Realschule, Sport- + Ganztagseinrichtungen, Theaterhof, Außenanlagen
- 1975 Schulzentrum Lage, Ganztagsschule, Sport- und Erholungsbereich
- 1975–1978 Gesamtschule Bielefeld, Haupt- + Realschule, Gymnasium, 5 Sporthallen, Mensa, Stadtbibliothek, Freizeitanlage (1. Preis, Staatspreis für vorbildl. Architektur des Landes NRW, Internationale Architekturausstellung im Centre Pompidou)
- 1975–1977 Gymnasium Stolberg (Rheinland), Sporthalle
- 1976–1980, Schulzentrum Düsseldorf-Benrath, Haupt- + Realschule, Sporthalle, Vorentwurf und künstlerische Oberleitung
- 1976–1980 Schul- und Freizeitzentrum Bocholt, Haupt- + Realschule, Stadtteilbibliothek, Sport- und Schwimmhalle, separat nutzbare Aula
- 1976–1979 Schul-, Sport und Freizeitzentrum Osnabrück, Multifunktionaleanlage als Stadtteilzentrum, Haupt- + Realschule, Gymnasium, 5-fachSporthalle, Teilverpflegung (1. Preis, Staatspreis Niedersachsen für vorbildliche Architektur, IAA Centre Pompidou)
- 1976–1982 Deutsche Schule Rom, Vor-, Grund-, Haupt- + Realschule, Kindergarten, Außenanlagen, Sporthalle, Schwimmhalle (1. Preis, IAA Centre Pompidou)
- 1978–1980 Europaschule Kerpen, Haupt- + Realschule, Gymnasium mit Ganztagsbetrieb als multifunktionale Anlage für einen ländlichen Bereich (1. Preis, Staatspreis des Landes NRW für vorbildl. Architektur, IAA Centre Pompidou)
- 1980–1983 Schul- und Freizeitzentrum Korschenbroich als Teil des Schulzentrums mit multifunktionaler Nutzung – Ergänzung + Aufwertung des historischen Stadtkerns (1. Preis, Staatspreis des Landes NRW für vorbildl. Architektur, Auszeichnung des Landes und der AK NW als vorbildl. Bauwerk im städteb. Kontext)
- 1983–1986 Mallinckrodt-Gymnasium Dortmund, Privates Gymnasium im innerstädtischen Bereich Neubau Gymnasium Sporthalle, Pädagogisches Zentrum (1. Preis, Auszeichnung für vorbildl. Architektur, München)
- 1996–1998 Franziskanergymnasium Kreuzburg Großkrotzenburg, Um- und Erweiterungsbau eines Klosters mit Bibliothek, pädagogisches Zentrum, Aula (1. Preis, Auszeichnung für vorbildliche Architektur der AK Hessen)
- 1996–1998 Riesener-Gymnasium Gladbeck, Erweiterung und Umbau eines Gymnasiums aus den 50er Jahren, Dreifachsporthalle, Aula (1. Preis, BDA-Auszeichnung für vorbildliches Schulbauten NRW)
- 1996–1999 Staatliche Glasfachschule Rheinbach, Sporthalle, Werkstätten, staatliche Ausbildungsstätte Demonstrationsbau für technische Berufe (1. Preis, Staatspreis des Landes NRW für vorbildl. Architektur, Europäischer Preis der OECD, Paris)
- 1997–1998 5. Gesamtschule Wuppertal-Barmen, Neubau mit 3-fach-Sporthalle, Mensa, Bibliothek, Forum, Multifunktionale Anlage als Stadtteilzentrum, Nutzung passiver + aktiver Solarenergie + Erdwärme (1. Preis, Architekturpreis des BDA für vorbildl. Bauten Europäischer Preis der OECD, Paris)
- 1999 Helene Lohmann Realschule, Witten, 2- zügige Realschule mit Zweifachsporthalle
- 2001–2003 Gymnasium Wermelskirchen, Umbau + Erweiterung Schaffung einer innerstädtischen Verbindung Altstadt-Gymnasium-Landschaftsschutzbereich (1. Preis, Architekturpreis des BDA für vorbildliche Bauten)
- 2003–2004 Gymnasium Hückelhoven III. BA, Neubau für die Oberstufe mit gläsernem Forum
- 2004–2006 Kath. Hauptschule Grevenbroich, Neubau unter Einbeziehung besteh. Gebäude (1. Preis)
- 2016 Deutsche Schule Málaga mit Aula, Kiga, Außenanlagen + Sportbereich, Erweiterung und Umbau

### Rathäuser, Stadthallen, Behörden

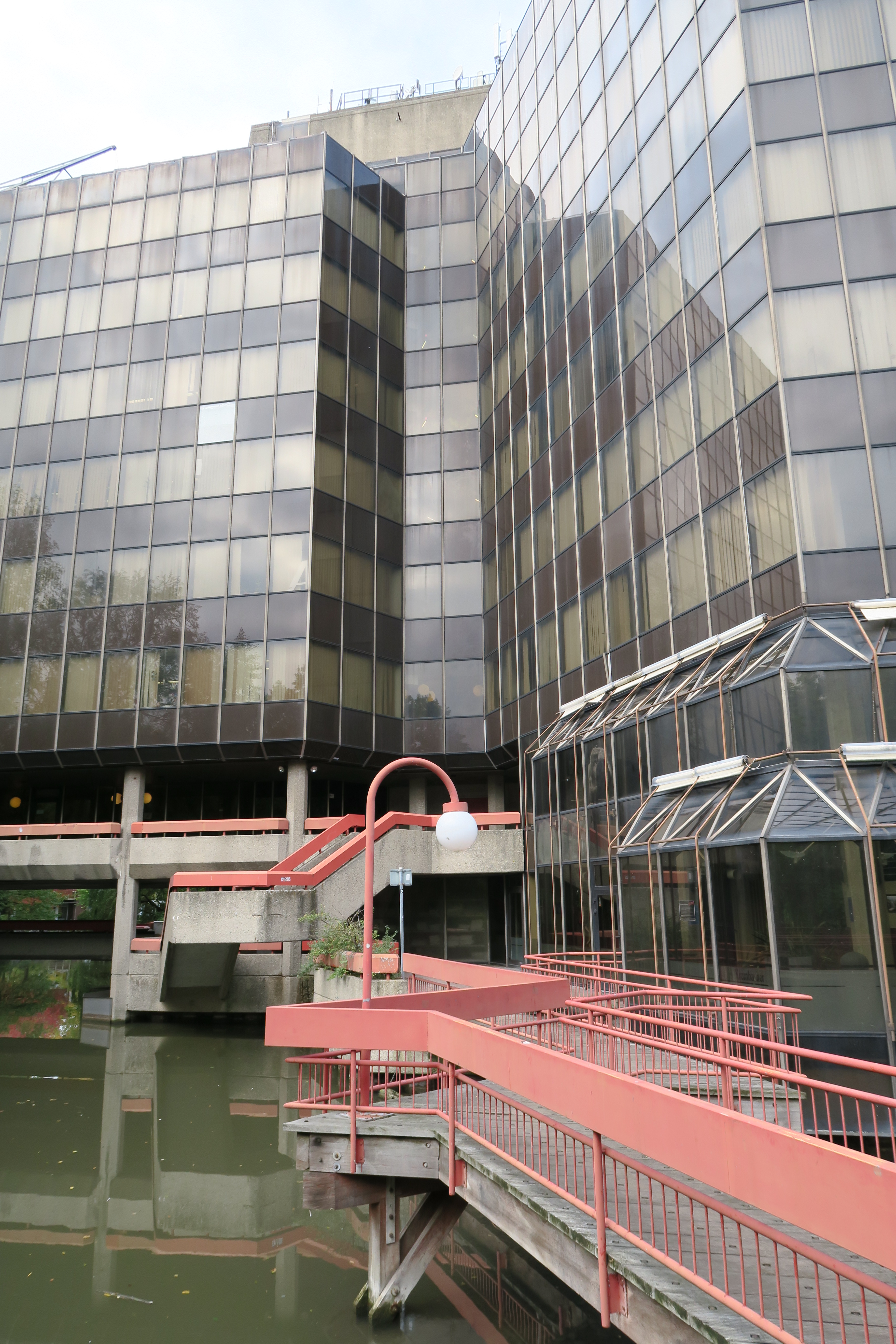
Rathaus Ahlen

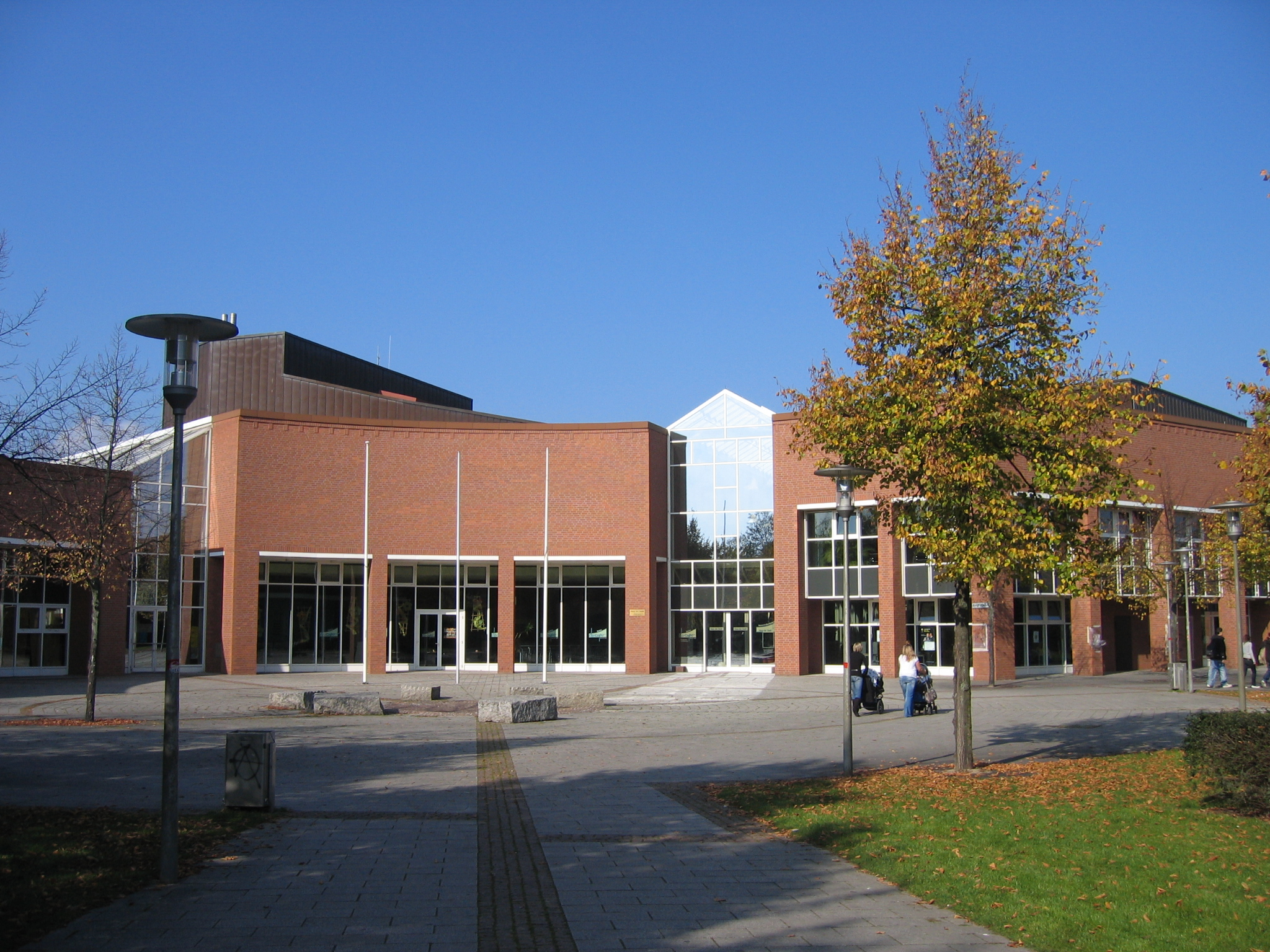
Haus der Stadt Düren

- 1970–1977 Kultur- und Verwaltungszentrum, Rathaus und Stadthalle Ahlen, multifunktionales Gebäude in Nähe des Stadtkerns (2. Preis, Wanderausstellung der AK, Intern. Architekturausstellung im Centre Pompidou/Paris)
- Innovationszentrum Wiesenbusch, Gladbeck
- 1974–1978 Stadtzentrum Hückelhoven, Mehrzweckhalle und Aula des Gymnasiums als Mittelpunkt des kulturellen Lebens der Stadt (1. Preis, Internationale Architekturausstellung im Centre Pompidou/Paris, Architekturpreise als vorbildl. Bauwerk in Dortmund + Düsseldorf)
- 1979 Justizbehörden Bonn, Justiz- + Finanzverwaltung mit Gerichtssälen, Recreationsbereich und Zusatzräumen, (1. Preis)
- 1979–1987 Kommunikationszentrum Gladbeck, Stadthalle, Bibliothek und Jugendzentrum (1. Preis, Architekturpreise des Landes NRW und des BDA als vorbildliches Bauwerk)
- 1980 Rathaus Würselen, Rathaus mit Rathausplatz als zentrale Einrichtung mit Läden etc. (1. Preis)
- 1981 Rathaus Korschenbroich, Gestaltung unter Einbeziehung bestehender Gebäude (1. Preis)
- 1986 Stadtzentrum Hückelhoven, neues Rathausgebäude als Ergänzung zum vorhandenen Altbau
- 1986–1996 Haus der Stadt, Düren, Stadttheater + Stadthalle, Bibliothek, Jugendhaus (1. Preis)
- 1988–1997 Kulturzentrum Alsdorf, Stadthalle, Restaurant, Bibliothek und Jugendzentrum (1. Preis)
- 1996–1997 Bürgerverwaltungszentrum Moritzhof Chemnitz, Technisches Rathaus, Bürgerbüro, Sparkasse, Einkaufspassage
- 2007–2017 Bürgerhaus Weeze Bürgerzentrum, Stadthalle, multifunktionale und variable Nutzung mit angrenzenden Park- und Freianlagen (1. Preis)

### Verkehr und Kommunikation

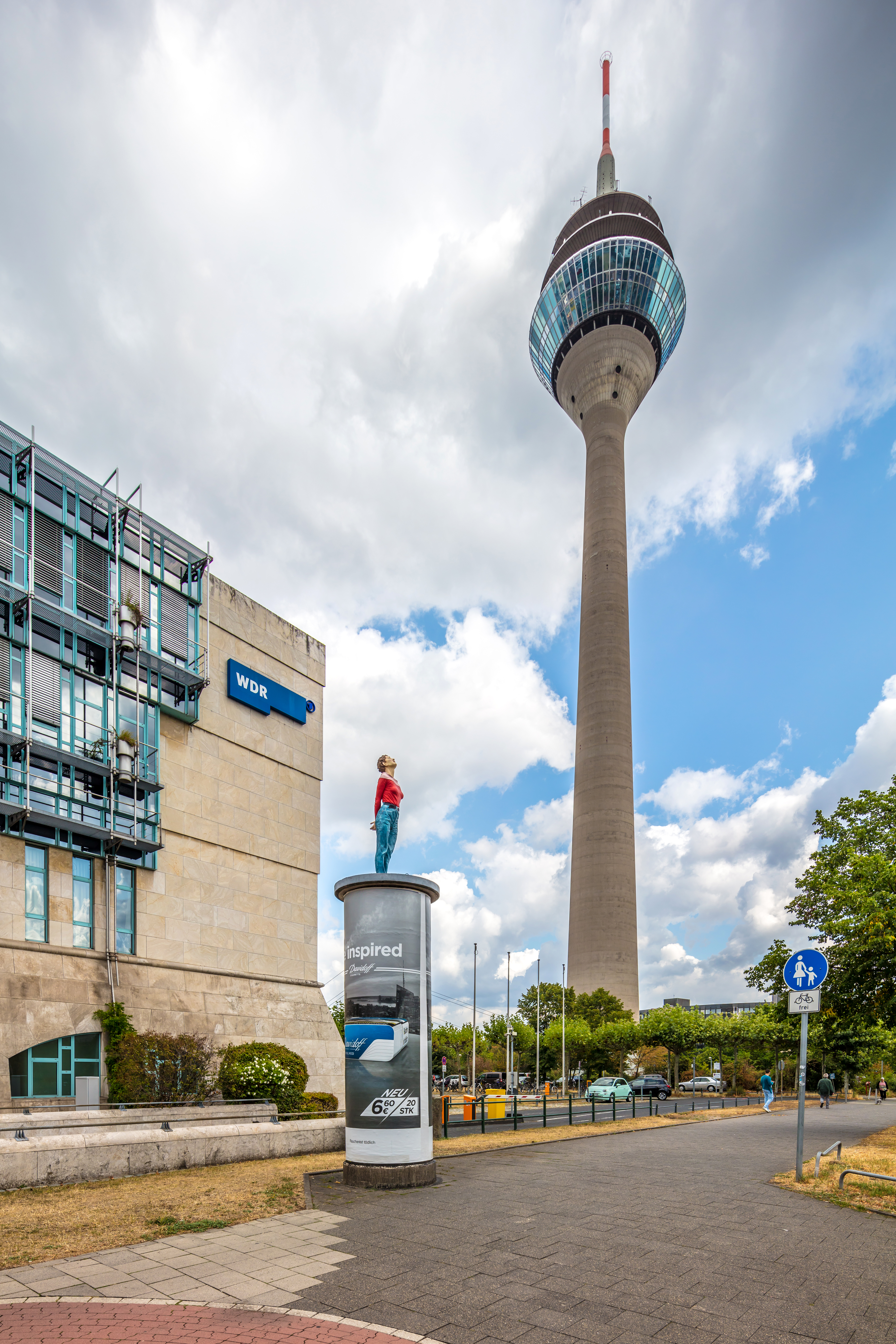
Rheinturm Düsseldorf mit WDR-Gebäude

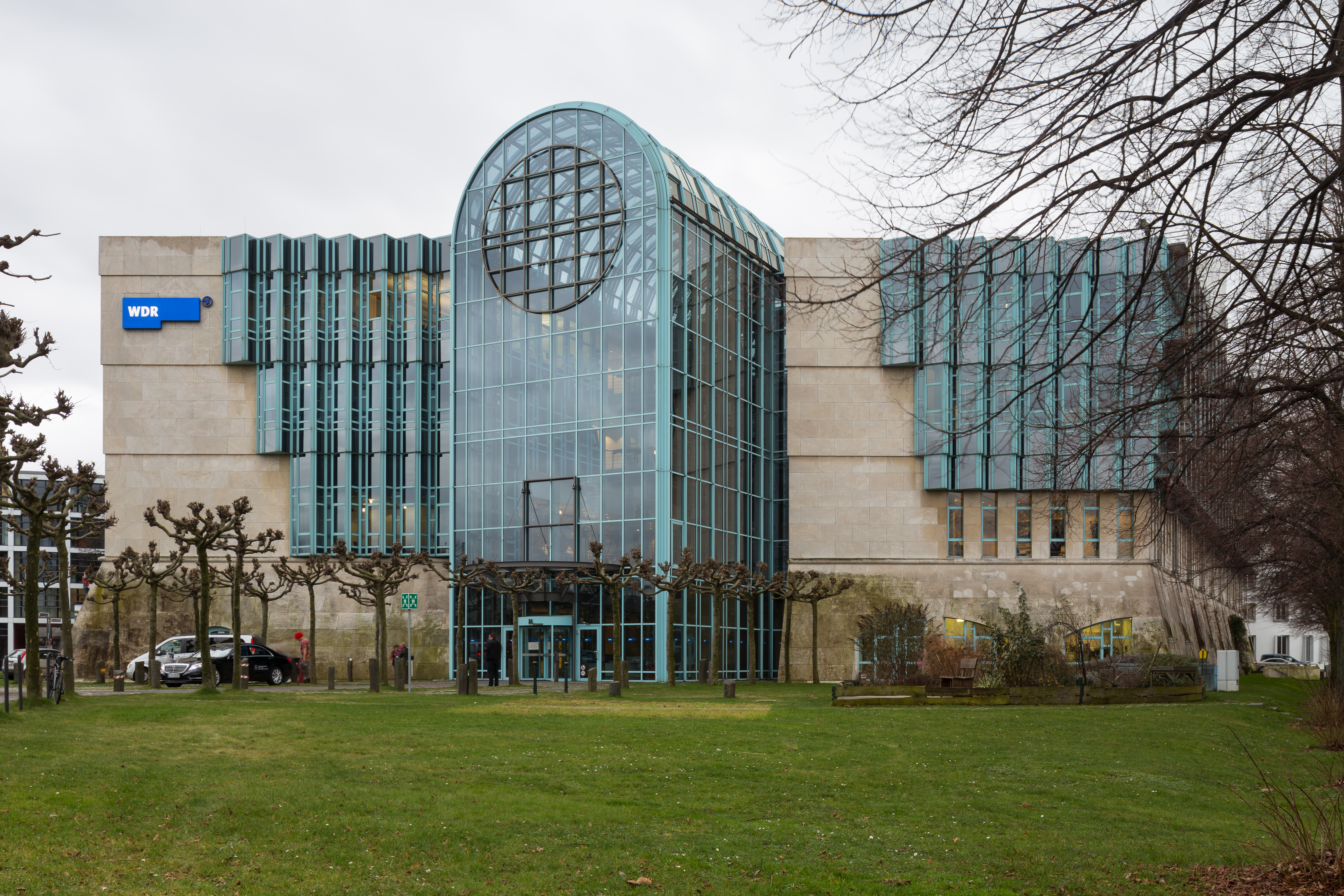
WDR-Studio Düsseldorf

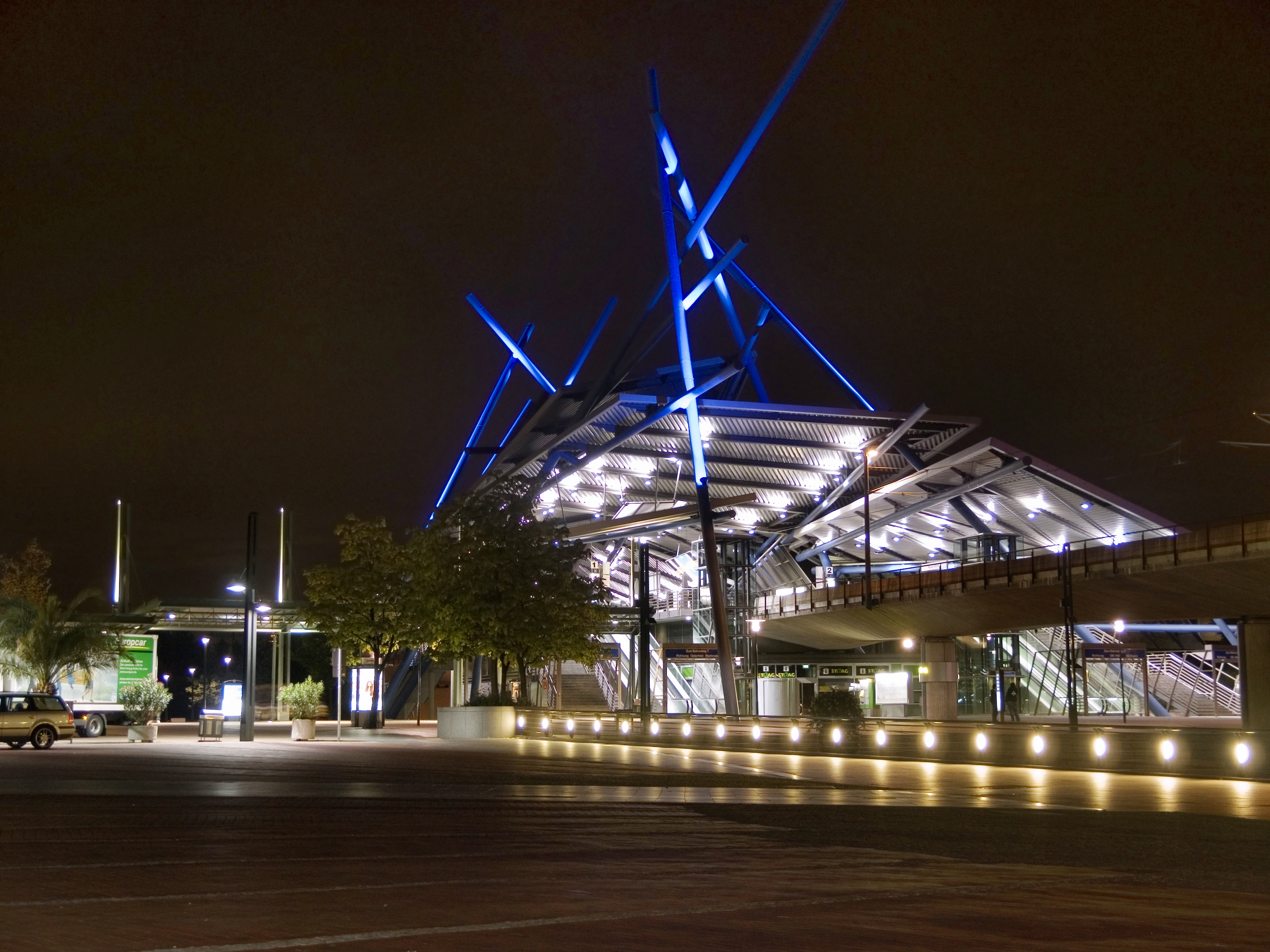
Zentrale Haltestelle der Neuen Mitte Oberhausen bei Nacht

- 1985 Hyperboloide Stahlkonstruktion am (von Harald Deilmann 1978 geplanten) Rheinturm Düsseldorf (1. Preis Internationaler Wettbewerb)
- 1979–1996 Deutsche Flugsicherung Langen, Flugsicherungsschule, Wetterdienstschule- und warte, Internat, Werkstätten, Sport- und Freizeitbereiche
- 1984–1990 Landesstudio des WDR Düsseldorf, Mediengebäude mit Halle, Redaktionen und Aufnahmestudios
- 1990 Flughafen Münster/Osnabrück, Regionalflughafen mit Erweiterungsplanung (1. Ankauf)
- 1993–1997 Zentrale Haltestelle Neue Mitte Oberhausen, ÖPNV-Station mit Leitstelle + Kundenzentrum, Trassenbrücke, Zentraler Platz (1. Preis im Intern. Wettbewerb + Ausführung, Architekturpreis des Landes NRW, Ausz. der AK NW, Deutscher Stahlbaupreis sowie Ausz. der IHK Niederrhein)
- 2000–2003 Marina Düsseldorf, Schwimmendes Gebäude im Yachthafen mit Schulungs- und Sanitärräumen sowie Wohnung im OG

### Wissenschaft und Forschung
- 1974–1978 Theoretische Medizin Universität Düsseldorf, Wissenschaftliche Institute für Mikrobiologie, Virologie, Pharmakologie und Zentrales Tierlabor in AG mit Architekten O. Jacobsen, Dr. Lippsmeier, Jens Peter Volkamer und Franz Wetzel
- 1975 Aquarium Düsseldorf (Wettbewerb)
- 1980 Naturwissenschaftliches Museum Osnabrück mit Planetarium, Zoo, Läden, Cafeteria als Teil des Bauwerks
- 1997 Innovationszentrum Wiesenbusch, Gladbeck, Forschungszentrum mit Produktion von Prototypen Nutzung altern. Energien, passive + aktive Solarenergie, Niedrigenergiestandard (1. Preis, Ausgezeichnet als IBA-Projekt)
- 1999 Stiftung CAESAR, Bonn, Forschungsgebäude des Max-Planck-Institutes

### Wohnhäuser
- 1967–1968 Wohnhaus in Diepholz, Freistehendes Einfamilienhaus, (veröffentlicht in: „Kalksandsteine“ 6 Beispiel. für wirtschaftliches Bauen)
- 1972–1973 Las „6 Casas“, Ferienhaus-Gruppe auf den Balearen
- 1972–1975 Wohn- und Atelierhaus in Düsseldorf
- 1974–1975 Wohnhaus in Bad Driburg, Bauen an steilem Hang (1980 International Award „Habitation Space“)
- 1980 Wohnhaus Dr. S., Düsseldorf-Unterbach
- 1997 Wohnhaus Dr. G., München-Gräfelfing
- 2000–2003, LightHouse Haus G. Marina Düsseldorf, Schwimmendes Gebäude im Yachthafen mit Schulungs- und Sanitärräumen im EG sowie Wohnung im OG
- 2003–2009, Wohnhaus „Am Rheinblick“ Düsseldorf/Meerbusch Niedrigenergiehaus mit Garage nach KFW - Anforderung

### Hotels
- 1962 Hotel + Restaurant Stuttgart
- 1975 Palace-Hotel Gstaad/Schweiz, Um- und Anbau an ein vorh. Burgchalets, Appartements, Konferenzräume, Wellnessbereich,
- 1979 Stadthotel Ahlen, Stadthotel als Privatbetrieb in alter, denkmalgeschützter Umgebung, Restaurant
- 1979 Hotel- und Ferienanlage Dominikanische Republik, Charca de Bavaro, Ferien- und Freizeitbereich mit Hotel, Appartements usw., Tagungs- und Sportbereiche
- 1981–1984 Hotel Maritim, Hamm, mit Kongress- und Tagungsräumen, Stadthotel als Teil einer Einkaufspassage m. Café, Restaurant, Läden, Bankgebäude (1. Preis, Architekturpreis des Landes NRW)
- 1982 Beach Resort „Rose Island Bahamas“, Hotel- und Freizeitbereich unter besonderer Beachtung ökologischer Aspekte mit Bootsanlegestelle, Appartements, Ferienwohnungen etc.
- 1982 Hilton-Hotel Osnabrück, Entwicklung eines neuen Hoteltyps „Moberge“ für Hilton/USA. Einfügung in die bestehende Umgebung
- 1989 Stadthotel am Hafen Düsseldorf mit Anlegestelle für Boote unter Einbeziehung historischer Substanz, Einkaufs-Foyer, Tagungsräumen
- 1991 Stadthotel „Hansagalerie“ Greifswald, Umbau eines alten Wohn- bzw. Bürohauses in ein Hotel mit Einkaufspassage und verglastem bepflanzten Innenhof
- 1991 Hotel Hermsdorfer Kreuz, Tagungshotel am Autobahnkreuz Hermsdorf
- 1991 Stadthotel Chemnitz, Hotel als Teil eines Einkaufsbereichs mit Ladenpassagen und Büros, Schwimmbad
- 1992 Parkhotel Forsthaus Frankfurt, Anbau an eine bestehende Jugendstilvilla mit Restaurant, Tagungsräumen
- 1996 Park-Hotel, Orangerie-Carée Gera, Tagungshotel direkt an der Orangerie, mit Wohnungen, Läden und Büros
- 1997 Hotelgruppe mit Tagungs- und Wellnessbereich Mardorf/Steinhuder Meer als Teil einer Ferien- und Freizeitanlage direkt am Wasser
- 2000 Hotel ‚la Puntilla‘ Havanna Kuba, Hotel mit Kongresszentrum, Marina, Appartements, Yachthafen als städtebauliches ‚Highlight‘’ des neuen Havanna
- 2000 Hotel „Saladina“, Gaschurn/Österreich, Erweiterungsbau für ein bestehendes Privathotel unter Berücksichtigung des laufenden Betriebs, Anbau mit Tagungs- und neuen Wellnessbereichen
- 2001 Art-Hotel Las Ramblas 21, Palma de Mallorca, Stadthotel mit Tiefgarage, Restaurant, Spa und Pool
- 2001 Messe-Hotel Düsseldorf, Hotel für die neue Messe Düsseldorf als Entree für den Messebereich,
- 2002 Rhein-Hotel Düsseldorf, Umbau der alten Staatskanzlei aus der Jahrhundertwende zu einem Hotel, direkt am Rhein mit Einbeziehung der hist. Substanz
- 2007 Hotel „Rheintor“ Düsseldorf, Kombinierter Hotel- und Bürokomplex als Stadteinfahrt über einer der Rheinbrücken, 400 Zimmer
- 2008 Kongresshotel auf dem Schlossberg Heidenheim

## Schriften
- Christoph Parade: Wandlung im Schulbau, Beitrag in der Zeitschrift „Impulse.Kunstdidaktik“ Nr. 11, Mai 2012, Athena Verlag

## Ausstellungen
- 2067 ff Internationale Architekturausstellungen im Centre Georges-Pompidou, Paris
- 2013–2014 Vorbildliche Bauten, Wechselausstellungen des BDA im Stadtmuseum Düsseldorf

## Auszeichnungen
- 150 Wettbewerbspreise
- zahlreiche gebäudebezogene Auszeichnungen für vorbildliche Architektur (s. o.)
- 2015 Deutscher Schulpreis für die 5. Gesamtschule Wuppertal-Barmen